# 칸타브리아 전쟁
칸타브리아 전쟁(Bellum Cantabricum)은 2세기동안 지속된 로마의 이베리아반도 지배의 마지막 단계다. 아우구스투스의 치세 아래에서 이베리아반도 중 미정복된 지역들인 칸타브리아, 아스투리아 지역을 정복한 전쟁을 칭한다